# 珞喻路
珞喻路是中国湖北省武汉市洪山区的一条主要干道，西北起自珞狮路与武珞路交汇处，东南至关山大道与珞喻东路交汇处，全长6.9千米。武汉地铁2号线的街道口站和广埠屯站均沿珞喻路布置。

## 名称和历史
珞喻路得名于珞珈山的“珞”和喻家湖的“喻”。其中珞珈山位于武汉大学境内，喻家湖位于华中科技大学境内。
由于偏旁类似，珞喻路中的“喻”常常被误作“瑜”，甚至在该道路旁许多建筑的门牌也是如此。連武漢地鐵2號線光谷廣場內的車站區域信息圖也錯誤地標示為「珞瑜路」。
珞喻路原系武昌至鄂城公路，1952年就其路基逐步改建而成，命名为珞喻路。1967年曾并入红旗大道，1972年复名珞喻路。

## 主要建筑和景点
- 光谷廣場